# Аквы Секстиевы

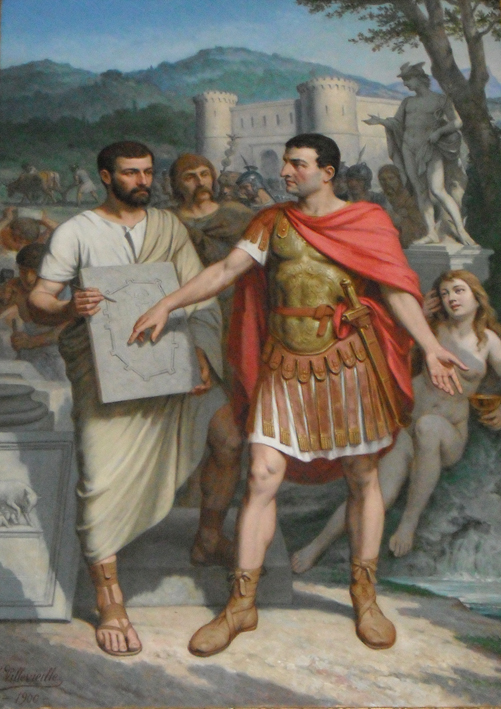
Основание города Экс-ан-Прованса римским консулом Секстием Кальвином, художник Ж. Вильвьёй (Joseph Villevieille), 1900

А́квы Се́кстиевы (от лат. Aquae Sextiae — «Секстиевы воды») — латинское название французского города Экс-ан-Прованса, основанного в 122 году до н. э. римским консулом Гаем Секстием Кальвином (лат. Gaius Sextius Calvinus) как римское поселение в побеждённой стране салувиев, и названное в его честь «Аквы Секстиевы Салувиевы» (лат. Aquae Sextiae Salluviorum), что означало «Секстиевы воды (источники) у саллювиев». Поселение находилось в 26 км от Массилии (ныне Марсель) и служило аванпостом на дороге на Рим.
Летом 102 года до н. э. вблизи Акв Секстиевых римский консул Гай Марий с армией в 30—40 тыс. человек одержал победу над тевтонами, несмотря на их численное превосходство, тем самым дав отпор первой волне вторжения в Рим «варваров».

## Битва при Аквах Секстиевых

### Предыстория
В 102 году до н. э. кимвры вернулись из Испании в Галлию и, совместно с тевтонами, намеревались вторгнуться в Италию. Тевтоны в то время находились на юге и пытались пройти в Италию по средиземноморскому побережью; кимвры решили пересечь Альпы и вторгнуться в Италию с северо-востока через перевал Бреннер; тигурины (союзное кельтское племя) пересекли Альпы с северо-запада. Это решение оказалось роковой ошибкой. Разделив свои силы, германцы надеялись сделать свои полчища более легко управляемыми, но римляне, пользуясь своими дорогами и выучкой солдат, смогли предотвратить соединение сил варваров и встретили их по отдельности. Сначала Гай Марий решил проблему с тевтонами, направлявшимися на Рим через провинцию Нарбонская Галлия.

### Битва
Марий отказался дать бой в месте, предлагаемом тевтонами, и отвёл войско к Аквам Секстиевым. Амбронс, командовавший авангардом германских воинов, необдуманно бросил свои силы на римские позиции, не дожидаясь основных сил, и потерял около 30 000 человек убитыми. Марий укрыл в засаде 3000 легионеров, и, когда подошли основные силы тевтонов и завязалось сражение, бросил их в тыл неприятелю. В результате этого поражения потерявшее около 100 000 человек племя тевтонов было уничтожено.